# Spalerosophis
Spalerosophis – rodzaj węży z podrodziny Colubrinae w rodzinie połozowatych (Colubridae).

## Zasięg występowania
Rodzaj obejmuje gatunki występujące w Mali, Saharze Zachodniej, Mauretanii, Maroku, Algierii, Tunezji Nigrze, Libii, Sudanie, Somalii, Egipcie, Izraelu, Arabii Saudyjskiej, Omanie, Zjednoczonych Emiratach Arabskich, Kuwejcie, Iraku, Jordanii, Syrii, Turcji, Turkmenistanie, Uzbekistanie, Kazachstanie, Kirgistanie, Tadżykistanie, Iranie, Afganistanie, Indiach, Nepalu i Pakistanie.

## Systematyka

### Etymologia
- Spalerosophis: gr. σφαλερος sphaleros „śliski, zwodniczy, niebezpieczny”[5]; οφις ophis, οφεως opheōs „wąż”[6].
- Loxodon: gr. λοξος loxos „ukośny, pochyły”[7]; οδους odous, οδοντος odontos „ząb”[8]. Gatunek typowy: Spalerosophis microlepis Jan, 1865.

### Podział systematyczny
Do rodzaju należą następujące gatunki:
- Spalerosophis arenarius
- Spalerosophis atriceps
- Spalerosophis diadema
- Spalerosophis dolichospilus
- Spalerosophis josephscorteccii
- Spalerosophis microlepis